# The Railway Series
The Railway Series è una serie di libri scritta dal reverendo Wilbert Awdry e dal figlio Christopher Awdry. I libri parlano delle locomotive che lavorano sulla fittizia isola di Sodor. Il primo libro, chiamato The Three Railway Engines, è uscito nel 1945. La serie ha ricevuto un adattamento televisivo, Il trenino Thomas. 

## Storia

### Origini
Il reverendo Wilbert Awdry era interessato alle ferrovie già da piccolo. Adorava guardare le locomotive sulla Great Western Railway, e inventava dialoghi fra le locomotive. Il reverendo iniziò a creare storie sulle locomotive per suo figlio nel 1942, perché aveva contratto il morbillo e il padre gli raccontava storie e filastrocche per tirarlo su di morale. Una delle filastrocche preferite di Christopher diceva:
down at the station,
all the little engines
standing in a row.
Along comes the driver,
pulls the little lever;
Puff, puff! Chuff, chuff!
giù in stazione,
le piccole locomotive stanno tutte in fila.
Arriva il macchinista, tira la leva;
puff, puff! Ciuff, ciuff!
Le origini di questa filastrocca sono sconosciute, però secondo lo scrittore britannico Brian Sibley, potrebbe risalire alla Prima Guerra Mondiale. Tutte le domande che il bambino porgeva al padre hanno portato alla creazione della prima storia, Edward's Day Out, che aveva come protagonista Edward, una vecchia locomotiva blu. Seguì un altro racconto su Edward, che questa volta si focalizzava su una delle altre locomotive create, cioè Gordon, una locomotiva da espresso. 
La terza storia era basata su un limerick che piaceva a Christopher, e Awdry prese ispirazione dalla poesia per creare The Sad Story of Henry, che parlava di Henry, una locomotiva verde, che, per paura di rovinare la sua vernice, si chiuse in una galleria. Come per la filastrocca precedente, anche questo limerick ha origini ignote, però è stato detto a Awdry che la poesia era inclusa in un libro del 1902. In questa storia, oltre a Henry, viene introdotto Sir Topham Hatt, il signore a capo della ferrovia. 

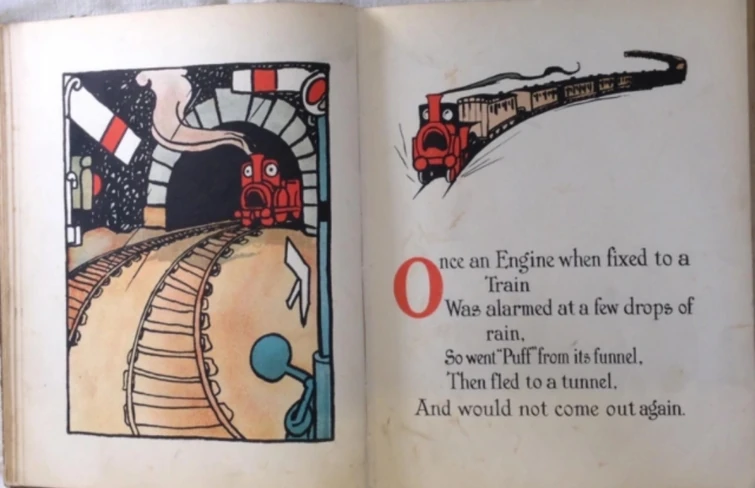
La pagina di un libro del 1902 che contiene la poesia.

Nel 1943, spinto dalla moglie Margaret, Wilbert portò le sue storie a diversi editori, ma nessuno accettò di pubblicare il libro. Allora, il reverendo portò le storie alla nota casa editrice inglese Edmund Ward Ltd. a Leicester. Il capo della sezione dei libri per bambini accettò le storie, ma disse che voleva una quarta storia che avesse spiegato che le tre locomotive vivono sulla stessa ferrovia, perché prima non era specificato, e che avrebbe spiegato cosa sarebbe successo a Henry, che era stato murato nella galleria nella storia precedente. Sebbene Awdry non voleva che le locomotive vivessero nella stessa ferrovia, scrisse la quarta storia chiamata Edward, Gordon and Henry e il libro con le 4 storie venne pubblicato subito dopo la fine della Seconda Guerra Mondiale, il 12 maggio 1945.

### La creazione di Thomas
Ma, nel Natale del 1942, è stato creato il personaggio che sarebbe diventato il più famoso di tutti: la locomotiva Thomas. Wilbert aveva costruito al figlio un modellino di legno di una locomotiva come regalo natalizio per Christopher. Il figlio adorava la locomotiva, e richiese al padre storie su Thomas. Così, scrisse il secondo libro, Thomas The Tank Engine, uscito il 14 settembre 1946.

### I libri
In tutto, il reverendo Awdry scrisse 24 libri. Nel 1972, si stancò di scrivere libri e smise di scrivere le storie.
Dal 1972 al 1982, non vennero più scritti libri de The Railway Series. Ma nel 1983, il figlio del reverendo, Christopher Awdry, decise che avrebbe continuato la serie di libri del padre. Perciò, scrisse Really Useful Engines, un libro che determinò la ripartenza de The Railway Series. Fino al 1996, i libri uscirono regolarmente ogni anno, senza pausa. Nel 2007, venne pubblicato Thomas and Victoria, che avrebbe dovuto uscire nel 1997, ma per motivi ignoti uscì 10 anni dopo, e nel 2011 uscì l'ultimo libro, Thomas and his Friends, dedicato al centenario del padre Wilbert.

## Libri

### Reverendo Wilbert Awdry
| Autore        | Volume | Titolo                        | Pubblicazione     | Illustratore                                                                         | Editore                            |
| ------------- | ------ | ----------------------------- | ----------------- | ------------------------------------------------------------------------------------ | ---------------------------------- |
| Wilbert Awdry | 1      | The Three Railway Engines     | 12 maggio 1945    | William Middleton (successivamente ridisegnato da Clarence Reginald Dalby)           | Edmund Ward Ltd.                   |
| Wilbert Awdry | 2      | Thomas the Tank Engine        | 14 settembre 1946 | Reginald Payne (successivamente ridisegnato parzialmente da Clarence Reginald Dalby) | Edmund Ward Ltd.                   |
| Wilbert Awdry | 3      | James the Red Engine          | 14 settembre 1948 | Clarence Reginald Dalby                                                              | Edmund Ward Ltd.                   |
| Wilbert Awdry | 4      | Tank Engine Thomas Again      | 31 dicembre 1949  | Clarence Reginald Dalby                                                              | Edmund Ward Ltd.                   |
| Wilbert Awdry | 5      | Troublesome Engines           | 15 gennaio 1950   | Clarence Reginald Dalby                                                              | Edmund Ward Ltd.                   |
| Wilbert Awdry | 6      | Henry the Green Engine        | 10 luglio 1951    | Clarence Reginald Dalby                                                              | Edmund Ward Ltd.                   |
| Wilbert Awdry | 7      | Toby the Tram Engine          | 26 luglio 1952    | Clarence Reginald Dalby                                                              | Edmund Ward Ltd., Kaye & Ward Ltd. |
| Wilbert Awdry | 8      | Gordon the Big Engine         | 19 giugno 1953    | Clarence Reginald Dalby                                                              | Edmund Ward Ltd., Kaye & Ward Ltd. |
| Wilbert Awdry | 9      | Edward the Blue Engine        | 23 novembre 1954  | Clarence Reginald Dalby                                                              | Edmund Ward Ltd., Kaye & Ward Ltd. |
| Wilbert Awdry | 10     | Four Little Engines           | 22 novembre 1955  | Clarence Reginald Dalby                                                              | Edmund Ward Ltd., Kaye & Ward Ltd. |
| Wilbert Awdry | 11     | Percy the Small Engine        | 1 gennaio 1956    | Clarence Reginald Dalby                                                              | Edmund Ward Ltd., Kaye & Ward Ltd. |
| Wilbert Awdry | 12     | The Eight Famous Engines      | 15 settembre 1957 | John T. Kenney                                                                       | Edmund Ward Ltd., Kaye & Ward Ltd. |
| Wilbert Awdry | 13     | Duck and the Diesel Engine    | 23 giugno 1958    | John T. Kenney                                                                       | Edmund Ward Ltd., Kaye & Ward Ltd. |
| Wilbert Awdry | 14     | The Little Old Engine         | 1 gennaio 1959    | John T. Kenney                                                                       | Edmund Ward Ltd., Kaye & Ward Ltd. |
| Wilbert Awdry | 15     | The Twin Engines              | 15 settembre 1960 | John T. Kenney                                                                       | Edmund Ward Ltd., Kaye & Ward Ltd. |
| Wilbert Awdry | 16     | Branch Line Engines           | 15 settembre 1961 | John T. Kenney                                                                       | Edmund Ward Ltd., Kaye & Ward Ltd. |
| Wilbert Awdry | 17     | Gallant Old Engine            | 1 gennaio 1962    | John T. Kenney                                                                       | Edmund Ward Ltd., Kaye & Ward Ltd. |
| Wilbert Awdry | 18     | Stepney the "Bluebell" Engine | 15 agosto 1963    | Peter e Gunvor Edwards                                                               | Edmund Ward Ltd., Kaye & Ward Ltd. |
| Wilbert Awdry | 19     | Mountain Engines              | 15 agosto 1964    | Peter e Gunvor Edwards                                                               | Edmund Ward Ltd., Kaye & Ward Ltd. |
| Wilbert Awdry | 20     | Very Old Engines              | 15 giugno 1965    | Peter e Gunvor Edwards                                                               | Edmund Ward Ltd., Kaye & Ward Ltd. |
| Wilbert Awdry | 21     | Main Line Engines             | 15 novembre 1966  | Peter e Gunvor Edwards                                                               | Edmund Ward Ltd., Kaye & Ward Ltd. |
| Wilbert Awdry | 22     | Small Railway Engines         | 1 agosto 1967     | Peter e Gunvor Edwards                                                               | Edmund Ward Ltd., Kaye & Ward Ltd. |
| Wilbert Awdry | 23     | Enterprising Engines          | 4 ottobre 1968    | Peter e Gunvor Edwards                                                               | Edmund Ward Ltd., Kaye & Ward Ltd. |
| Wilbert Awdry | 24     | Oliver the Western Engine     | 15 novembre 1969  | Peter e Gunvor Edwards                                                               | Kaye & Ward Ltd.                   |
| Wilbert Awdry | 25     | Duke the Lost Engine          | 15 ottobre 1970   | Peter e Gunvor Edwards                                                               | Kaye & Ward Ltd.                   |
| Wilbert Awdry | 26     | Tramway Engines               | 15 ottobre 1972   | Peter e Gunvor Edwards                                                               | Kaye & Ward Ltd.                   |

### Christopher Awdry
| Autore            | Volume | Titolo                                  | Pubblicazione     | Illustratore | Editore                                  |
| ----------------- | ------ | --------------------------------------- | ----------------- | ------------ | ---------------------------------------- |
| Christopher Awdry | 1      | Really Useful Engines                   | 12 settembre 1983 | Clive Spong  | Kaye & Ward Ltd.                         |
| Christopher Awdry | 2      | James and the Diesel Engines            | 17 settembre 1984 | Clive Spong  | Kaye & Ward Ltd., William Heinemann Ltd. |
| Christopher Awdry | 3      | Great Little Engines                    | 28 ottobre 1985   | Clive Spong  | Kaye & Ward Ltd., William Heinemann Ltd. |
| Christopher Awdry | 4      | More About Thomas The Tank Engine       | 22 settembre 1986 | Clive Spong  | Kaye & Ward Ltd., William Heinemann Ltd. |
| Christopher Awdry | 5      | Gordon the High-Speed Engine            | 7 settembre 1987  | Clive Spong  | Kaye & Ward Ltd., William Heinemann Ltd. |
| Christopher Awdry | 6      | Toby, Trucks and Trouble                | 19 settembre 1988 | Clive Spong  | Kaye & Ward Ltd., William Heinemann Ltd. |
| Christopher Awdry | 7      | Thomas and the Twins                    | 11 settembre 1989 | Clive Spong  | Kaye & Ward Ltd., William Heinemann Ltd. |
| Christopher Awdry | 8      | Jock the New Engine                     | 6 agosto 1990     | Clive Spong  | Kaye & Ward Ltd., William Heinemann Ltd. |
| Christopher Awdry | 9      | Thomas and the Great Railway Show       | 12 agosto 1991    | Clive Spong  | Kaye & Ward Ltd., William Heinemann Ltd. |
| Christopher Awdry | 10     | Thomas Comes Home                       | 15 giugno 1992    | Clive Spong  | Kaye & Ward Ltd., William Heinemann Ltd. |
| Christopher Awdry | 11     | Henry and the Express                   | 8 aprile 1993     | Clive Spong  | Kaye & Ward Ltd., William Heinemann Ltd. |
| Christopher Awdry | 12     | Wilbert the Forest Engine               | 8 agosto 1994     | Clive Spong  | Kaye & Ward Ltd., William Heinemann Ltd. |
| Christopher Awdry | 13     | Thomas and the Fat Controller's Engines | 1 agosto 1995     | Clive Spong  | Kaye & Ward Ltd., William Heinemann Ltd. |
| Christopher Awdry | 14     | New Little Engine                       | 8 agosto 1996     | Clive Spong  | Kaye & Ward Ltd., William Heinemann Ltd. |
| Christopher Awdry | 15     | Thomas and Victoria                     | 3 settembre 2007  | Clive Spong  | Egmont Publishing                        |
| Christopher Awdry | 16     | Thomas and his Friends                  | 6 luglio 2011     | Clive Spong  | Egmont Publishing                        |